# Fabiana
Fabiana är ett släkte av potatisväxter. Fabiana ingår i familjen potatisväxter.
Släktet är uppkallat efter ärkebiskop Francisco Fabiano y Fuero. Arterna påminner om ljung i utseende och förekommer i Sydamerikas tempererade regioner. De har små blad och rörformiga blommor. Arten Fabiana imbricata når en höjd av 2 meter och den odlas i Chile som drog.
Arter enligt Catalogue of Life:
- Fabiana bryoides
- Fabiana densa
- Fabiana denudata
- Fabiana fiebrigii
- Fabiana foliosa
- Fabiana friesii
- Fabiana imbricata
- Fabiana nana
- Fabiana patagonica
- Fabiana peckii
- Fabiana punensis
- Fabiana ramulosa
- Fabiana squamata
- Fabiana stephanii
- Fabiana viscosa

## Bildgalleri

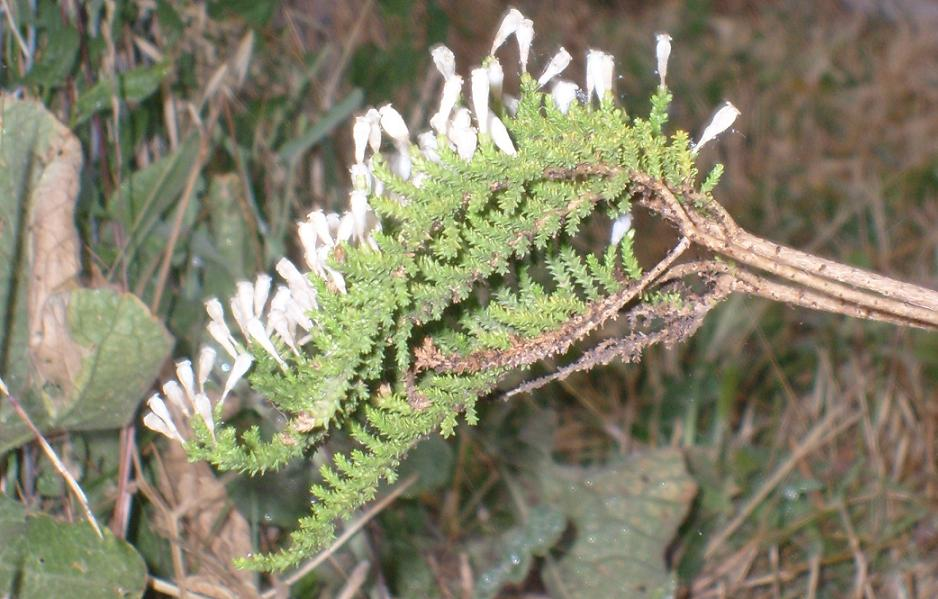